# Пыльцеголовник
Пыльцеголо́вник (лат. Cephalanthéra) — род многолетних травянистых растений, включённый в трибу Неоттиевые (Neottieae) семейства Орхидные (Orchidaceae).

## Название
Научное название рода происходит от др.-греч. κεφαλή — «голова» и ανθήρ — «пыльник». Впервые было употреблено Луи Клодом Ришаром в 1817 году.

## Ботаническое описание
Представители рода — многолетние травянистые растения, иногда лишённые хлорофилла и микогетеротрофные. Корневище ползучее, цилиндрическое, с мясистыми нитевидными, обычно многочисленными корнями. Листья немногочисленные, расположенные очерёдно на стебле, также в прикорневой розетке, у микогетеротрофов недоразвитые.
Цветки собраны на конце стебля в кистевидное соцветие, обычно белого, розового или жёлтого цвета. Чашечка состоит из свободных, почти равных чашелистиков. Венчик из более коротких, чем чашелистики, лепестков, с цельной или неясно двудольчатой губой. Колонка прямая, пыльник прямой. Поллинии без каудикулы. Завязь голая, изогнутая. Рыльце пестика вдавленное.
Плод — прямая коробочка.

## Ареал
Большая часть видов рода распространена в Европе, Северной Африке и Восточной Азии. Некоторые известны из Западной Азии и Западной Северной Америки.

## Таксономия
|  |                                      |  |                                                         |                                                         |                    |  | ещё 13 семейств (согласно Системе APG III) |                     |                     |          |
|  |                                      |  |                                                         |                                                         |                    |  |                                            |                     |                     | 18 видов |
|  |                                      |  |                                                         | порядок Спаржецветные                                   |                    |  |                                            |                     | род Пыльцеголовник  |          |
|  |                                      |  |                                                         | порядок Спаржецветные                                   |                    |  |                                            |                     | род Пыльцеголовник  |          |
|  | отдел Цветковые, или Покрытосеменные |  |                                                         |                                                         | семейство Орхидные |  |                                            |                     |                     |          |
|  | отдел Цветковые, или Покрытосеменные |  |                                                         |                                                         |                    |  |                                            |                     |                     |          |
|  |                                      |  | ещё 58 порядков цветковых растений (по Системе APG III) | ещё 58 порядков цветковых растений (по Системе APG III) |                    |  |                                            | ещё около 880 родов | ещё около 880 родов |          |
|  |                                      |  |                                                         | ещё 58 порядков цветковых растений (по Системе APG III) |                    |  |                                            |                     | ещё около 880 родов |          |

### Синонимы
- Callithronum Ehrh., 1789, nom. inval.
- Dorycheile Rchb., 1841
- Eburophyton A.Heller, 1904
- Lonchophyllum Ehrh., 1789, nom. inval.
- Tangtsinia S.C.Chen, 1965
- Xiphophyllum Ehrh., 1789, nom. inval.

### Виды
По информации базы данных The Plant List (2013), род включает 25 видов
. Некоторые из них:
- Cephalanthera alpicola Fukuy., 1938
- Cephalanthera austiniae (A.Gray) A.Heller, 1900
- Cephalanthera calcarata S.C.Chen & K.Y.Lang, 1986
- Cephalanthera caucasica Kraenzl., 1931 — Пыльцеголовник кавказский
- Cephalanthera cucullata Boiss. & Heldr., 1854
- Cephalanthera damasonium (Mill.) Druce, 1906 — Пыльцеголовник крупноцветковый
- Cephalanthera epipactoides Fisch. & C.A.Mey., 1854 — Пыльцеголовник дремликовидный
- Cephalanthera erecta (Thunb.) Blume, 1859
- Cephalanthera ericiflora Szlach. & Mytnik, 2008
- Cephalanthera exigua Seidenf., 1975
- Cephalanthera falcata (Thunb.) Blume, 1859
- Cephalanthera gracilis S.C.Chen & G.H.Zhu, 2002
- Cephalanthera kotschyana Renz & Taubenheim, 1980
- Cephalanthera kurdica Bornm. ex Kraenzl., 1895 — Пыльцеголовник курдский
- Cephalanthera longibracteata Blume, 1859 — Пыльцеголовник длинноприцветниковый
- Cephalanthera longifolia (L.) Fritsch, 1888 — Пыльцеголовник длиннолистный
- Cephalanthera × mayeri (E.Mayer & Zimmerm.) A.Camus
- Cephalanthera nanchuanica (S.C. Chen) X.H. Jin & X.G. Xiang
- Cephalanthera pusilla (Hook.f.) Seidenf., 1975
- Cephalanthera rubra (L.) Rich., 1817 — Пыльцеголовник красный